# Bonlieu-sur-Roubion
Bonlieu-sur-Roubion é uma comuna francesa na região administrativa de Auvérnia-Ródano-Alpes, no departamento de Drôme. Estende-se por uma área de 6,05 km². Em 2010 a comuna tinha 484 habitantes (densidade: 80 hab./km²).